# Monument Valley 2
Monument Valley 2 (укр. Долина монументів 2) — мобільна інді-відеогра жанру головоломки, розроблена і видана компанією Ustwo Games. Продовження гри Monument Valley, яка вийшла 2014 року. Доступна на платформах Android та iOS. Була вперше представлена під час WWDC у Сан-Франциско, Каліфорнія 5 червня 2017 року. Як і попередниця, Monument Valley 2 використовує неможливі фігури, оптичні ілюзії та зміни ракурсу для вирішення головоломок.
31 липня 2019 року Ustwo Games розповіла, що, активно працюючи над іншими двома проєктами, студія починає розроблювати продовження до другої частини, Monument Valley 3.

## Ігровий процес

Ро та її дитина у лабіринті

Monument Valley 2 представлена ізометричним видом. У грі належить керувати героїнею Ро та її дитиною, проводячи їх крізь лабіринти з неможливих фігур. Метою кожного рівня є провести обох чи одного персонажа до вказаної на дисплеї точки. Якщо шлях щось блокує, вимагається переміщувати рухомі блоки, ставити персонажів на кнопки, що запускають приховані механізми, змінювати ракурс огляду. На рівнях, де Ро й дитина присутні одночасно, дитина завжди іде слідом за матір'ю, тому потрібно враховувати, щоб їх ніщо не розлучило. Подекуди трапляються місця, де Ро й дитина опиняються по різні боки якоїсь перешкоди. Тоді дитина дзеркально повторює переміщення матері. З завершенням кожного рівня обоє досягають постамента, де гравець повинен накреслити фігуру.

## Сюжет
Гра складається з низки рівнів, кожен з яких містить кілька головоломок. Monument Valley 2 описує історію жінки Ро та її дитини. Їм належить підтримувати світ накресленням священних фігур, для чого слід досягати спеціальних постаментів. Спершу Ро та її дитина подорожують разом. Ро знайомить з основами вирішення головоломок, зустрічаючи перші небезпеки. Згодом Ро відвідує дух власної матері, котра радить згадати себе у дитинстві та відпустити дитину у власну подорож.
Ро супроводжує дитину до причалу, дорогою стикаючись із давнім другом Дверетемом (Doortem) - аналогом Тотема з Monument Valley. Досягнувши причалу, родина прощається і дитина відпливає на човні, а Ро лишається очікувати її повернення.
Дитина прокладає шлях до Ліцею, де під наглядом духів колишніх охоронців світобудови вчиться вирішувати все складніші головоломки. Згодом вона, вже підросла, повертається до матері, поповнивши коло охоронців.
Обоє вирушають накреслити священні фігури в Долину Монументів. Коли мати й дитина встановлюють їх на належні місця, до них приєднуються духи предків, накресливши свої фігури. Над Долиною Монументів починається світанок оновленого світу.

## Розробка
Monument Valley стала надзвичайно успішною грою, яка досягла понад 30 мільйонів завантажень станом на червень 2017 року, що і призвело до зростання Ustwo Games. Після того як головний розробник Кен Вонг (Ken Wong) покинув Ustwo Games, щоб заснувати власну студію розробки ігор, компанія найняла багато нових молодих талантів, які прагнули розпочати роботу над продовженням і саме в цей час починається розробка Monument Valley 2.
Друга частина, на відміну від першої, показує історію двох героїв: матері та її доньки. Це, частково, було зроблено у відповідь на відгуки гравців від першої гри. Голова Ustwo studio Ден Грей (Dan Gray) сказав, що вони знайшли людей, котрі знайшли спорідненість до елементів сюжету, які вони навмисно не розмістили на першому плані і це змусило їх дещо змінити напрям у продовженні. Впровадженню теми батьків і дітей посприяло й те, що до часу розробки частина працівників компанії Ustwo вже стали батьками. В новій грі було приділено увагу візуальній передачі емоційного стану персонажів. Колірне оформлення рівнів відображає настрій — радість, замисленість чи сум. Дизайн рівнів створювався за зразком різних творів абстрактного та модерного мистецтва, відвіданих розробниками місць, та медіаіконами, такими, як Кім Чі та Нікі Мінаж.